# Laura Glauser
Laura Glauser (Besançon, 20 augustus 1993) is een Franse handbaldoelvrouw van het Roemeense CSM București en de Franse nationale ploeg sinds 2012.

## Erelijst
Club competitie
| Metz Handball    |    |                                    |
| Landskampioen    | 00 | 2011, 2013, 2014, 2016, 2017, 2018 |
| Bekerwinnaar     |    | 2013, 2015                         |
| League cup       |    | 2011, 2014                         |
| EHF Cup          |    | 2013                               |
| Cup Winners’ Cup |    | 2011, 2013, 2014                   |

Jeugd nationaal team
| Frankrijk                    |    |         |
| Wereldkampioenschap onder 18 | 00 | 4e 2010 |
| Wereldkampioenschap onder 20 |    | 2012    |

Senioren nationaal team
| Frankrijk              |    |                    |
| Olympische Spelen      |    | 2016               |
| Wereldkampioenschap    | 00 | 2021               |
| Europees kampioenschap |    | 2018 · 2020 · 2016 |

## Persoonlijke prijzen
- Beste keeper tijdens het wereldkampioenschap onder 20: 2012
- Beste keeper tijdens het wereldkampioenschap 2015
- Beste keeper in de Franse competitie: 2016